# Жовтневе (авіабаза)
Авіабаза Жовтневе — покинута воєнна авіаційна база розташована поруч з селом Сусваль Володимирського району Волинської області.

## Історія
В 1951 році на летовище перебазувався 168-й винищувальний авіаційний полк, який дислокувався тут до 1968 року. 
Згодом на аеродромі було сформовано 4-ту окрему Гвардійську ескадрилью безпілотних літаків-розвідників, а у 1977 році — 209-ту окрему вертолітну ескадрилью радіоелектронної боротьби. Останню весною 1981 року передислокували на Луцький військовий аеродром. 
У середині 80-х на військовому аеродромі у Жовтневому дислокувалась також 83-тя окрема ескадрилья безпілотних літаків-розвідників.
У 1987 тут був сформований 442-й вертолітний полк. 
Летовище функціонувало до 1998 року, вертолітний полк, що тут базувався, був розформований, авіабаза — покинута. Майно було частково вивезене військовими після розформування полку, частково розібране місцевими мешканцями. Летовище перебуває на балансі Міністерства Оборони, не функціонує.